# Ieperse vestingen

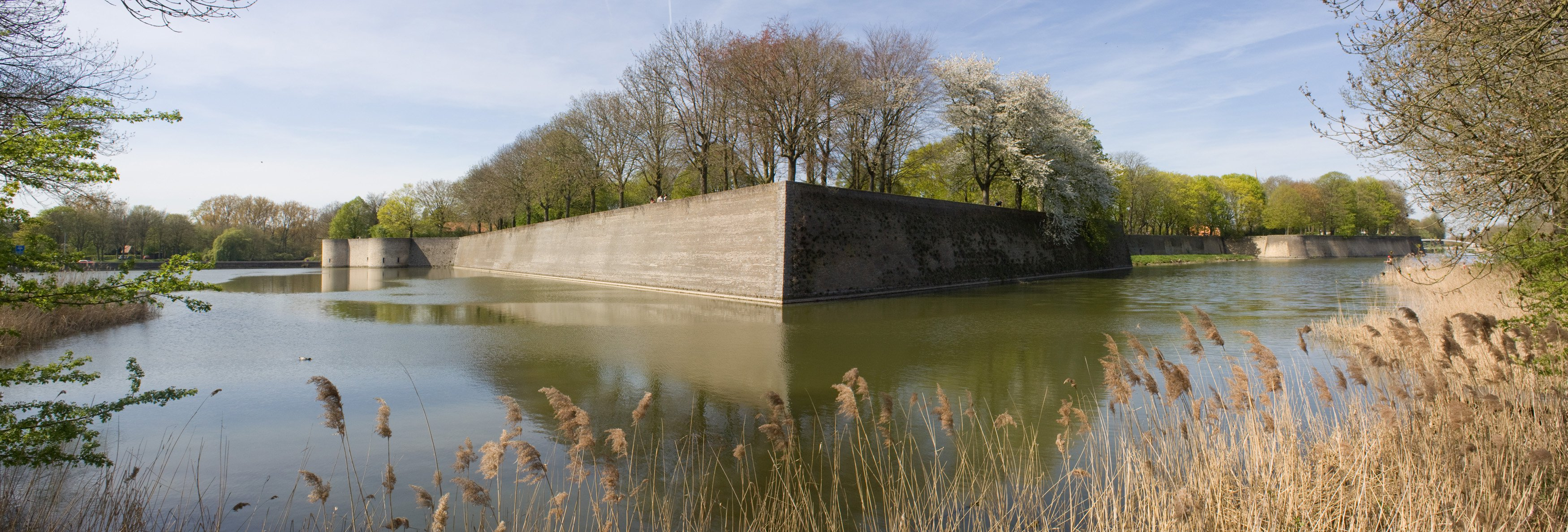
Ieperse vestingen

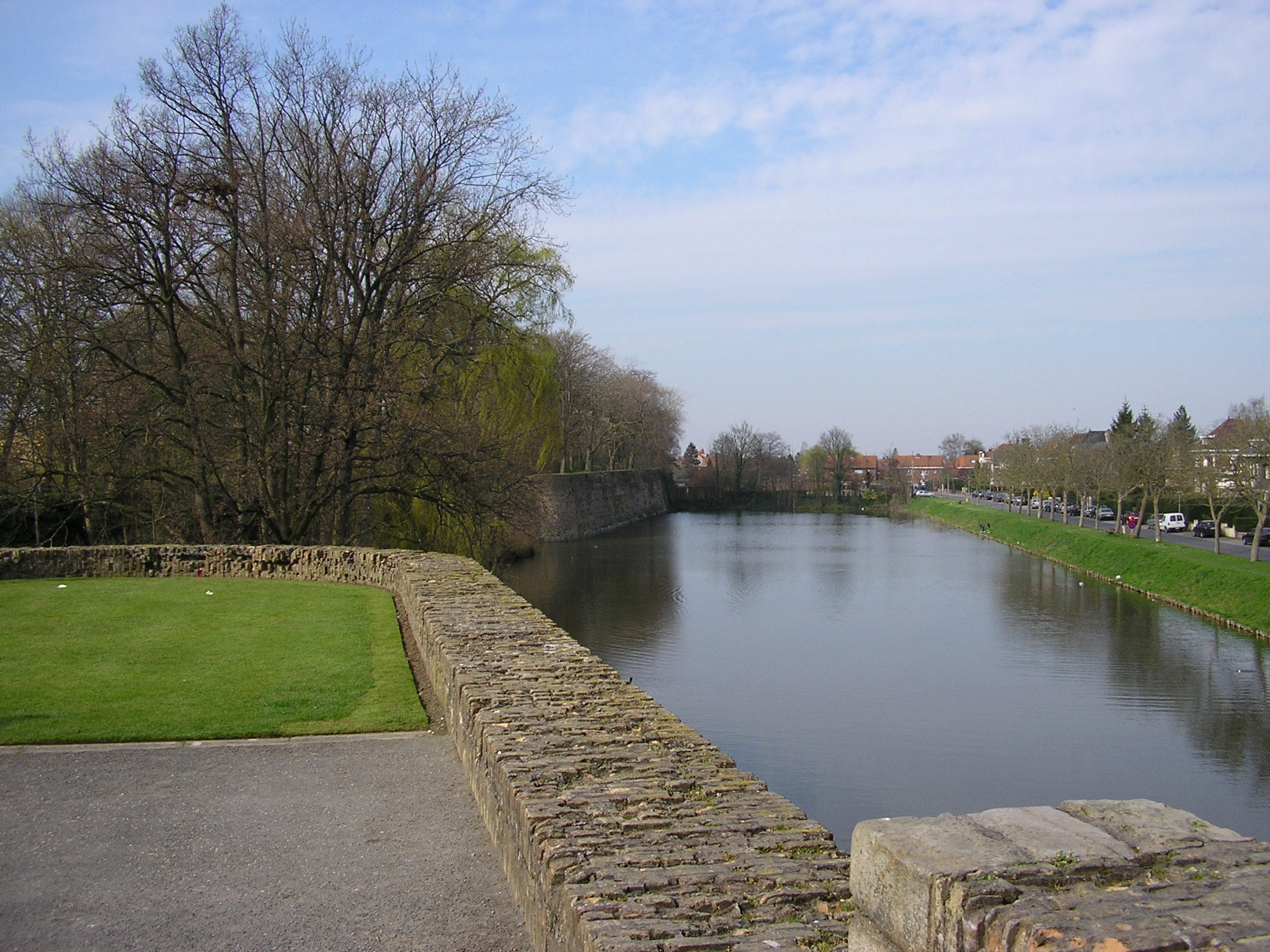
Gezicht van op de Ieperse vestingen

De Ieperse vestingen zijn de vestingen waarmee de Belgische stad Ieper sinds de vroege middeleeuwen is omringd. De huidige structuur van de vestingen is gebaseerd op het werk van de Franse vestingbouwkundige Vauban, in opdracht van de Franse Zonnekoning Lodewijk XIV, in 1678. De huidige vorm is het resultaat van de ingrepen van de Nederlandse vestingbouwkundige Willem Lobrij (1773-1835) tussen 1815 en 1830. Vanaf 1852 werd de stad gedemilitariseerd en verdwenen de voorversterkingen. Ook ongeveer één derde van de hoofdomwalling verdween in deze tijd en werd vervangen door een afwateringsgracht met een rondweg aan de binnen- en de buitenkant van de stad, de huidige Wieltjesgracht.

## Geschiedenis
Voor 1100 waren er al versterkingen rond de handelsnederzetting (portus) in het zuiden van de stad, rond de huidige Sint-Pieterskerk en rond het grafelijk domein in de buurt van de huidige Sint-Maartenskerk. Die bestonden uit een gracht, aarden wallen met palissaden en hier en daar houten torens of gevechtsplatforms. Pas vanaf 1100 bereikte de stad ongeveer haar huidige omvang. De vestingen werden tijdens de groei van de stad telkens uitgebreid. Ook de poortgebouwen werden verder versterkt en uit steen opgetrokken. 
Op het hoogtepunt van de Ieperse macht (13de-14de eeuw) kwam er een tweede omwalling bij van hetzelfde type: de Uyterste Veste die een lengte had van meer dan 7 km. Deze omwalling was bedoeld om ook de buitenparochies, vier in getal, te beschermen. Net voor de grote belegering door de Gentenaars en de Engelsen onder de bisschop van Norfolk, Hugh Despenser, in 1383, werd deze versterking opgegeven. De buitenparochies werden platgebrand, zodat de vijand geen gebruik kon maken van de huizen en bouwmaterialen tijdens het beleg. De belegering mislukte en de buitenparochies werden nooit heropgebouwd, want het verval van de lakenindustrie liet dit niet toe. Onder de Bourgondiërs kwam de eerste stenen omwalling tot stand: een bakstenen muur met vele hoge torens beschermde nu de stad.
Aan het begin van de 16de eeuw werden de torens afgetopt en werden de stenen wallen aangedamd, zodat er geschut op geplaatst kon worden. Tegen het einde van de 16de eeuw legden de Spanjaarden de eerste bastions in Italiaanse stijl aan. De versterkingen werden in de loop van de 17de eeuw voortdurend gemoderniseerd. Zo ontstond er onder andere een militaire Neerstad bij het kanaal met opslagplaatsen en barakken voor de bezetting. 
Na herhaaldelijke Franse aanvallen in 1648 en 1668 werd er in 1669 een citadel gebouwd aan de oostkant van de stad (werk van de ingenieur Bourgeois uit Lille, in Spaanse dienst). In 1678 werd Ieper weer aangevallen en kwam de stad in Franse handen. Lodewijk XIV gaf Vauban de opdracht om een ontwerp te maken voor de stad. Vanaf 1680 werd dat uitgevoerd onder de leiding van ingenieur Chazerat. De afwerking nam ongeveer 10 jaar in beslag. Waar mogelijk bewaarde Vauban bestaande elementen, vooral aan de zuidkant van de stad, waar een grote inundatie of overstromingszone de oude Bourgondische wallen beschermde. De rest van de stad kreeg een hoofdomwalling in rode baksteen van ongeveer 10 meter hoog. Op verschillende plaatsen werden er cavaliers of katten aangelegd: verhoogde batterijen voor het zware geschut. Onder de wallen kwamen er souterrains, waaronder een militaire bakkerij of manutention die in vijf grote kazematten ondergebracht werd en een opslagplaats van drie kazematten. Daarnaast kwamen er nog een kruitmagazijn en een laboratorium waarin munitie werd samengesteld. Kenmerkend voor de Ieperse bastions is hun breedte aan de oostelijke kant, zodat er aan dit betrekkelijk zwakke front een groot volume aan vuur kon worden afgegeven.
Verder werden de grachten verbreed en de voorversterkingen uitgebouwd. Die bestonden uit hoornwerken (het hoornwerk van Antwerpen, het hoornwerk van Torhout, het hoornwerk van Elverdinge en het hoornwerk van Belle) een militaire neerstad bij de haven aan het kanaal Ieper-IJzer en een aantal redoutes of blokhuizen op kwetsbare plaatsen. Ook de hydrografie van de hele streek werd onder controle gebracht door het graven van bijkomende kanalen vanaf de twee vijvers bij de stad en het aanbrengen van sluizen en dammen of beren in de stadsgrachten.
In 1715 werd Ieper Oostenrijks, maar met een Nederlandse bezettingsmacht. Het werd een van de Barrièresteden tegen Frankrijk. Het onderhoud van de vesting viel ten laste van de Oostenrijkers en werd verwaarloosd. Van 1744 tot 1749 werd Ieper weer een voor tijdje Frans. In 1782 beval keizer Jozef II de vestingen te slechten en de militaire gronden te verkopen. Alleen de hoofdomwalling bleef staan.
Vanaf 1789 braken turbulente tijden aan. De stad werd met provisorische middelen weer in staat van verdediging gebracht. Ieper werd door de Franse revolutionairen ingenomen en weer ingenomen door de Oostenrijkers. In juni 1794 werd de stad ten slotte veroverd door de Fransen onder Pichegru. 
Van 1795 tot 1814 maakten de Lage Landen deel uit van het Franse rijk. Ieper was een stad zonder militaire functie geworden, waardoor de versterkingen verder vervielen. In 1814-1815 werd Ieper door de Engelsen weer in staat van verdediging gebracht.

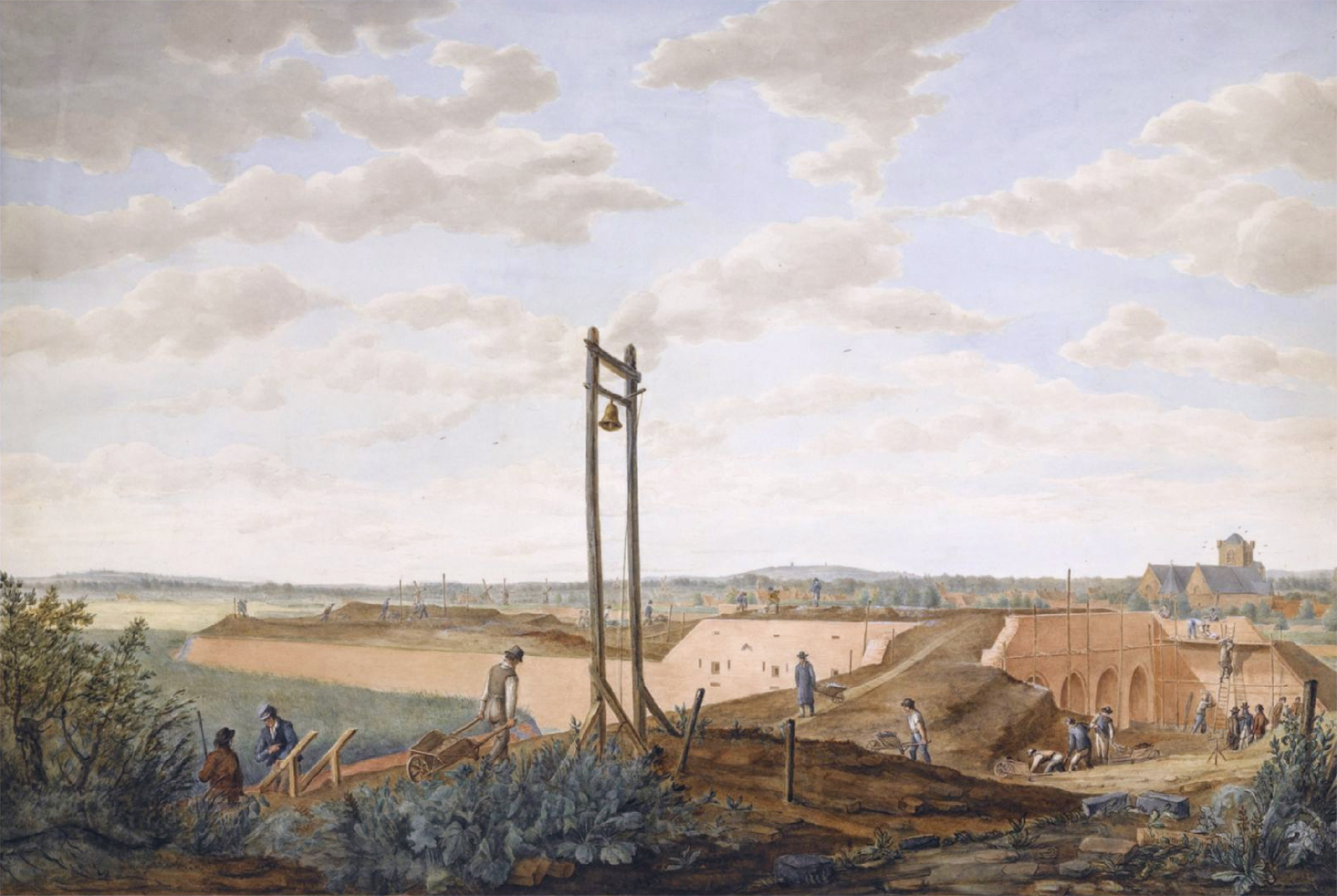
Herbouw van de hoornwerken bij Antwerpen, Ieper 1824 (W. Lobrij)

Pas na 1815 besloot men de vesting Ieper te herbouwen als onderdeel van de Wellingtonbarrière tegen Frankrijk. Men behield het tracé van Vauban, maar loste een aantal problemen anders op. In 1830, bij de Belgische onafhankelijkheid was het werk zo goed als af. Er was een grote bomvrije kazerne bijgekomen en een aantal kruitmagazijnen. Het aantal hoornwerken werd verminderd en een aantal lunetten moesten de verdwenen hoornwerken vervangen.
Vanaf 1852 veranderde het verdedigingsconcept van België. Het nationaal reduit van Antwerpen werd opgericht, waardoor de grensversterkingen overbodig werden. Daarom werd het vestingcomplex in 1853 gedeeltelijk gesloopt. Op de vestingwallen kwam er een wandelpark naar het ontwerp van ingenieur Fuchs. De militaire gronden van de voorversterkingen werden verkaveld en dienden als stadsuitbreidingsgebied. In de stad bleef er een bataljon van het Derde Linieregiment aanwezig. Ook was hier de Internationale Ruiterijschool gevestigd, waar cavalerieofficieren uit heel Europa en zelfs uit Zuid-Amerika een opleiding kwamen volgen.
Tijdens de Eerste Wereldoorlog weerstonden de bomvrije kazematten wonderwel aan de zwaarste beschietingen. In de zalen, gangen, kazematten waren toen slaapruimten, een hoofdkwartier en hulpposten ingericht, maar ook de redactie van The Times (The Wipers Times). Veel van deze ruimten waren echter door de Britse genie uitgegraven in het aarden lichaam van de vestingen. Op de vestingen werden loopgraven uitgegraven. Een deel van deze souterrains is toegankelijk onder gidsbegeleiding. In de vestingen liggen de oude Rijselpoort en de Menenpoort. Nabij de Rijselpoort ligt op de vestingen het Ramparts Cemetery, een Brits militair kerkhof. De Menenpoort is een enorm Brits oorlogsmonument.
Na de Eerste Wereldoorlog werden de wallen hersteld en gerestaureerd. Een laatste grote restauratie vond plaats vanaf 1980. Daarna werden er nog verschillende vestingonderdelen hersteld en beter toegankelijk gemaakt. Een folder met een wandelroute op vestingen is te verkrijgen bij de Dienst voor Toerisme van de stad Ieper, gevestigd in de Lakenhallen op de Grote Markt. Op de vestingen zelf staan er meertalige duidingsborden op belangrijke plaatsen.